# Ново-Тымовское
Но́во-Ты́мовское — село в Тымовском городском округе Сахалинской области России.

## География
Село находится на берегу реки Тымь, на расстоянии 3 км к западу от посёлка городского типа Тымовское, административного центра округа.

## Население
| 2002 | 2010 | 2021 |
| ---- | ---- | ---- |
| 0    | →0   | →0   |